# Kriška vas
Kriška vas – wieś w Słowenii, w gminie Ivančna Gorica. W 2018 roku liczyła 379 mieszkańców.